# Ruta Provincial 6 (Entre Ríos)
La Ruta Provincial 6 es una carretera argentina de 182 km de extensión que une los departamentos de Tala y La Paz, en la provincia de Entre Ríos.

## Características y recorrido
La RP 6 une dos puntos de la RN 12 evitando atravesar la ciudad de Paraná, posee 182 km de extensión y atraviesa los departamentos de Tala, Villaguay, Federal y La Paz

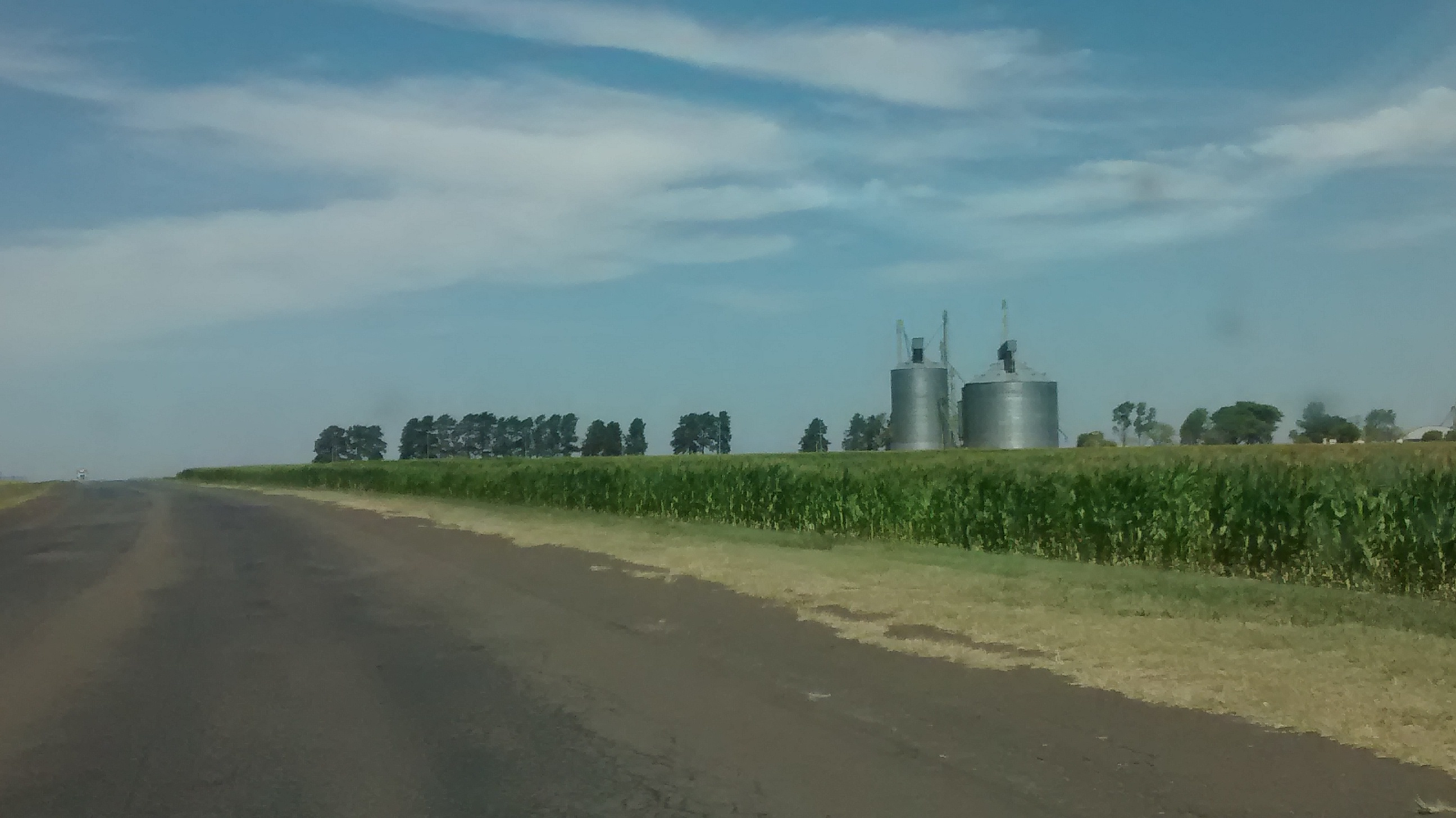
La RP 6 al norte de Paso de la Laguna.

La ruta posee un carril por sentido y en su recorrido se cruza con las Rutas Nacionales 18 y 127.

## Localidades
Las ciudades y localidades por las que pasa esta ruta de noroeste a sudeste son las siguientes (los cascos de población con menos de 5000 habitantes figuran en itálica).

### Provincia de Entre Ríos
Recorrido: 182 km (km 0 a 182).
- Departamento Tala: No hay localidades.
(km 0 al 46)
- Departamento Villaguay: Mojones Norte.
(km 46 al 122)
- Departamento Federal: No hay localidades.
- Departamento La Paz: No hay localidades.